# Azure Vista (California)
Azure Vista es un área no incorporada ubicada en el condado de San Diego en el estado estadounidense de California.

## Geografía
Azure Vista se encuentra ubicada en las coordenadas 32°43′10″N 117°15′47″O / 32.71944, -117.26306.